# Carmenita (California)
Carmenita es un área no incorporada ubicada en el condado de Los Ángeles en el estado estadounidense de California.

## Geografía
Carmenita se encuentra ubicada en las coordenadas 33°53′29″N 118°2′46″O / 33.89139, -118.04611.